# 지방도 제348호선
지방도 제348호선은 경기도 강화군 길상면 온수리와 화도면 덕포리를 잇던 경기도의 지방도이다.

## 연혁
1995년 3월 1일 강화군이 인천광역시에 편입되어 1996년 강화군 내에 지정되어 있던 모든 경기도 지방도를 폐지할 때 같이 폐지되었다.
- 1981년 8월 19일 : 지방도 제348호선 노선 신설[1]
- 1996년 5월 7일 : 강화군의 인천광역시 편입으로 노선 폐지[2]

## 주요 경유지
- 강화군
  - 길상면 온수리(지방도 제304호선 분기)
  - 화도면 상방리 - 가비리 - 덕포리